# Claudio Serrano
Claudio Serrano Martín (Parla, 15 de abril de 1970) es un actor y director de doblaje español conocido por sus múltiples trabajos en televisión, cine, videojuegos y spots publicitarios, pero especialmente por doblar al personaje de Otto Mann en Los Simpson, a Christian Bale en el papel de Batman a partir de Batman Begins, a Dean Winchester (Jensen Ackles) en Sobrenatural y a Norman Reedus en el papel de Daryl Dixon en The Walking Dead o a Altaïr Ibn-La'Ahad en Assassin's Creed.

## Trayectoria
Claudio Serrano inició su trayectoria artística a la edad de seis años, interpretando papeles teatrales en obras tanto infantiles como clásicos universales. Sería en 1982 cuando se estrenara en el doblaje profesional gracias a la necesidad de unos estudios de cine de dobladores infantiles para una película; a raíz de aquello fue recomendado a diversos directores y colaboró con importantes actores de doblaje de la década de los ochenta. En 1986 realizaría su primer papel protagónico al doblar al personaje de Scott Hayden en la serie Starman. Tiempo después, en 1989, su trabajo como actor de doblaje comenzó a atraer al mercado publicitario. Desde entonces y hasta la actualidad ha intervenido en multitud de anuncios para radio y televisión. Ese mismo año también haría su primera incursión en el doblaje de una serie de animación, Los Trotamúsicos, en el papel del gato Burlón. En esa misma línea, en 1991 recibiría la oportunidad de participar en Los Simpson doblando a Otto Mann (y a otros personajes menores) desde la primera hasta la undécima temporada. En 1996 realizaría su primer trabajo como director de doblaje con la película De sangre fría, en la que además dobló a Jason Priestley en su papel de Cosmo Reif y del que se convirtió en voz asociada. Otros actores de los que es voz habitual son: Ben Affleck, Patrick Dempsey y Christian Bale, Jason Priestley, Jensen Ackles, Matt Bomer, Ben Chaplin, Alan Cumming, Henry Ian Cusick, Keanu Reeves, Josh Duhamel, Neil Hopkins, Paul Rudd, James Marsden, James Marsters, Norman Reedus, Adam Rodríguez, Matt Ryan, Christian Slater, Brett Tucker, Wil Wheaton y Philip Winchester, .
También ha participado en el doblaje de varios videojuegos, entre los que cabe destacar The Getaway (2002), en el que presta su voz al personaje de Jake Jolson, Tom Clancy's Splinter Cell: Double Agent, Need for Speed Carbono: Domina la ciudad y Emergency 4: Edición Oro. Su doblaje de Altaïr en Assassin's Creed y Assassin's Creed: Revelations le ha valido los elogios de los usuarios de videojuegos, así como su participación en el videojuego The Last of Us (2013), en el que dobla a Tommy, el hermano de Joel y en Days Gone (2019) en el dobla a Deacon St. Jhon, el protagonista principal. Entre sus últimos trabajos cabe mencionar Cold, Cold Heart y Batman: Arkham Origins, en los que vuelve a poner voz al hombre murciélago. Destacable es también su trabajo con la gran cantidad de diálogos que tiene, en su papel como el Cruzado (masculino) en el juego Diablo III, más concretamente en la expansión "Reaper of souls", de Blizzard Entertainment.
Para cine sobresalen sus trabajos recientes en Lo mejor de mí, Blackhat, Hércules y La LEGO película. También participa en series de televisión populares como Anatomía de Grey, The Good Wife, Familia de acogida, The Big Bang Theory y sobre todo Supernatural, en la que dobla al actor Jensen Ackles en su papel de Dean Winchester, y Ladrón de guante blanco, en que presta su voz a Matt Bomer. Cabe destacar su doblaje del personaje de Daryl Dixon en The Walking Dead, el cual trajo polémica cuando fue sustituido por Carlos Di Blasi a finales de la tercera temporada. Este cambio de última hora se debió a la ruptura de relaciones entre Serrano y FOX, lo que provocó el descontento de un gran colectivo de seguidores de la serie; se llegó incluso a reclamar a la cadena mediante escritos que se volviera a reincorporar a Serrano al elenco, pero sin éxito, quedando Di Blasi como nueva voz de Norman Reedus en la serie.
Claudio Serrano no solo ha realizado trabajos como actor de doblaje, sino que también ha realizado pequeños papeles en series de televisión españolas y programas de televisión, entre las que podemos mencionar su participación, en 1991, como presentador en el programa  de Antena 3 junto a  Diana Lázaro en Superjuegos; su interpretación en 1993 de Julio Martín en Farmacia de guardia y su aparición en el episodio Manzana envenenada de El comisario en 2003.
Claudio Serrano participa asimismo en el podcast radiofónico "Los Reyes Catódicos", donde interpreta al director de cine experimental Thomas Drojas. También pone voz a la intro del programa.
El 22 de abril, con la publicación del teaser de Batman v Superman, se confirmó como la voz, de nuevo, de Batman, esta vez interpretado por Ben Affleck.
Participó brevemente en la producción del YouTube Rewind Hispano 2020 dirigida por el youtuber español Alecmolon. En 2023 dio voz a la producción de Riot España y Lag de Zarpamos, relacionado y dirigida a la comunidad española de League of Legends dirigido por Juls Gars y Alberto Sobreviela.

## Número de doblajes de actores más conocidos
- Voz habitual de Patrick Dempsey (en 26 películas).
- Voz habitual de Jason Priestley (en 24 películas).
- Voz habitual de Paul Rudd (en 20 películas).
- Voz habitual de Ben Affleck (en 17 películas).
- Voz habitual de Christian Bale (en 14 películas).

## Doblajes destacados
Es Batman y Altair de la saga Assassin's creed.